# 三好京三
三好 京三（みよし きょうぞう、1931年（昭和6年）3月27日 - 2007年（平成19年）5月11日）は、日本の小説家。本名、佐々木 久雄（ささき ひさお）。日本文芸家協会、日本ペンクラブ会員。岩手県胆沢郡前沢町（現・奥州市）出身。

## 来歴・人物
岩手県生まれ。家業は農業兼荷馬車業であった。生家の周囲は貧しい家ばかりで、その中では新しがりの父が蓄音機を買ったり、ハイカラな風呂場を建てたりして目立っていた。生い立ちについて、三好によると「私は貧困どん底の家に生まれ育ったと、少年時代から思い続けている。昭和10年に父、父の弟、私の幼い弟が死亡し、1年間に3つのお弔いを出してから我が家はダメになったと聞いている。」という。
旧制岩手県立一関中学校（現・岩手県立一関第一高等学校）を卒業。旧制中学2年のころから小説家を希望していた。学制が変わり新制高校の生徒となってからは、文学かぶれの不良少年になっていた。学生時代の友人に後の作家・光瀬龍、及川和男がいた。
種市町立中野小学校及び種市町立宿戸小学校（現洋野町）に助教諭として赴任、その後1962年（昭和37年）に旧衣川村立（現奥州市）衣川小学校大森分校に赴任。1971年（昭和46年）、慶應義塾大学文学部通信課程卒業。在学中は国文学を専攻する。
妻が子宮摘出を受け子どもを授かることができなくなった経緯もあり、三好の友人で作家や社会学者として知られるきだみのるの11歳の娘（広瀬千尋）を養女に迎えた。父と放浪生活をしていた千尋は、学校にも通わず野性児のようだった。
その成長過程をモデルに描いた1975年（昭和50年）出版の『子育てごっこ』で文學界新人賞及び直木賞を受賞し、これが三好にとって事実上の文壇デビューとなった。1978年（昭和53年）に退職して文筆に専念する。ちなみに、三好が14年間勤めた衣川小学校大森分校は2001年（平成13年）に学童数の減少により閉校となっており、旧校舎は「ふるさと自然塾」として用いられ、職員室と宿直室は「三好京三記念室」として保存されている。
三好はその後に千尋との共著も出していたが、千尋が上京後に売春をおこなっていたことが写真週刊誌にスクープされ、スキャンダルに発展してしまった。さらに千尋が三好から性的虐待を受けていたと主張したため、さらなるスキャンダルとなった。1986年（昭和61年）には、養女が三好を批判する内容の手記を刊行、同年には養女と親しい花柳幻舟が『オッサン何するねん!─文化人エンマ帖』（データハウス）を刊行し、118ページにわたって三好を糾弾した。2004年（平成16年）に三好はメディアのインタビューに対して、千尋が「悪いヤツにそそのかされて」やったことで、「とっくに和解」したと答えている。この間の詳しい経緯については千尋の記事を参照。
三好は数多くの教育論を刊行したが、上記スキャンダル事件以後は少ない。小説には三好自身の教員体験や東北地方に題材を採った作品が多く、1987年（昭和62年）に刊行された『遠野夢詩人』は、『遠野物語（柳田國男）』の話者、佐々木喜善（佐々木鏡石）を題材にしている。また、奥州藤原氏を題材にしたものなど平安 - 鎌倉期を舞台にした歴史小説も多い。
胆江日日新聞ほか地元新聞の論説においては、地域に根ざす文化から日本の社会や世相を逆照射するスタンスを得意とした。
三好は亡くなるまで岩手県に在住し続け、「前沢語」と自身が呼ぶ方言を話し東北弁の研究者としても知られた。2007年（平成19年）3月下旬、入浴中に倒れ奥州市内の病院に緊急入院するものの、意識を回復することなく、同年5月11日に脳梗塞のため死去した。享年76。

## 受賞歴
- 1975年（昭和50年） - 第41回文學界新人賞（『子育てごっこ』）[1]
- 1976年（昭和51年） - 第76回直木賞（『子育てごっこ』）

## 著書

### 小説
- 子育てごっこ 文藝春秋, 1976（昭和51年）のち文庫
- 分校日記 文藝春秋, 1977（昭和52年）のち文庫
- キャンパスの雨 文藝春秋, 1979（昭和54年）のち文庫
- 満ち足りた飢え 主婦と生活社, 1979（昭和54年）
- いのちの歌 文藝春秋, 1980（昭和55年）のち文庫
- 冬の川 新潮社, 1981（昭和56年）
- 早春の記憶 光文社, 1981（昭和56年）
- 秀衡の漆 文藝春秋, 1982（昭和57年）
- 俺は先生 文藝春秋, 1982（昭和57年）のち文庫
- 雉鳴いて 徳間書店, 1983.1（昭和58年）
- 藍色の入江 実業之日本社, 1983（昭和58年）
- 親と子の氷河 光文社(カッパ・ノベルス), 1983（昭和58年）
- 若い葦 学習研究社, 1983（昭和58年）
- 虹よ、走れ 有楽出版社, 1984（昭和59年）
- 沈床 自由書館, 1984（昭和59年）
- 教え子の嬪 実業之日本社, 1985.3（昭和60年）
- 蜜の罪 光文社文庫, 1985（昭和60年）
- 朱の流れ 中央公論社, 1985（昭和60年）（「女人平泉」と改題、PHP文庫）
- 琥珀の技－－三船十段物語 文藝春秋, 1985（昭和60年）
- 非行親子 徳間文庫, 1985（昭和60年）
- 白の部屋 毎日新聞社, 1986（昭和61年）
- 鹿狩 文藝春秋, 1987（昭和62年）
- 遠野夢詩人 実業之日本社, 1987（昭和62年）（佐々木喜善の伝記）
- ほつれ雪 主婦の友社, 1988（昭和63年）
- 北国の幻想 徳間文庫, 1989（平成元年）
- 生きよ義経 新潮社, 1990（平成2年）
- 平安の嵐－桜之御所物語 実業之日本社, 1991（平成3年）
- 吉次黄金街道 新潮社, 1991（平成3年）
- 虹の門 勁文社, 1991（平成3年）
- 北天の十字架 新潮社, 1994（平成6年）
- 法皇花園さま 徳間書店, 1994（平成6年）
- 女教師三色すみれ 勁文社, 1996（平成8年）
- 独眼竜政宗 PHP研究所, 1999（平成11年）
- 小説小野小町伝説 鳥影社, 2004（平成16年）
- 小説紫式部 鳥影社, 2006（平成18年）

### 教育論など
- 先生も涙ながれたぞ 学陽書房, 1977（昭和52年）
- わが子育て論 講談社, 1977（昭和52年）
- 子供にする三分間説教 主婦と生活社, 1979（昭和54年）
- やる気のない子に親がする 小泉英二と共著 学習研究社, 1979（昭和54年）
- 輝きの季節 勇気あるものへ ウイリアム・J・ブキャナン 訳 三笠書房, 1979（昭和54年）
- 私の教育論 日本書籍, 1980（昭和55年）
- わが教育愛 日本書籍, 1981.1（昭和56年）
- タレント子育て学 遠藤豊吉 冬樹社, 1981（昭和56年）
- 娘はばたけ 文藝春秋, 1981（昭和56年）のち文庫
- いい先生見つけた 潮出版社, 1982（昭和57年）
- 陽だまりの里津軽 桐原書店, 1982（昭和57年）
- 三好京三の娘と私 講談社, 1982（昭和57年）
- 子育てに失敗する親しない親 小泉英二と共著 学習研究社, 1982（昭和57年）
- 笑われたっていいじゃないか ポプラ社, 1984（昭和59年）
- 教え子物語 文藝春秋, 1984（昭和59年）
- 五重マルの子育てのすすめ 交通タイムス社, 1984（昭和59年）
- 立ち直る子、追いつく子 あゆみ出版, 1985（昭和60年）
- いい先生見つけた 中学校編 潮出版社, 1985（昭和60年）
- 子ども叱るな来た道じゃ ミリオン書房, 1985（昭和60年）
- 風の又三郎たち 文化出版局, 1987（昭和62年）
- どの花も美しく スガワラヤスマサと共著 ささら書房, 1988（昭和63年）
- みちのく食の歳時記 光琳, 1991（平成3年）
- 忘れていた食 コスモの本, 1992（平成4年）
- 体あたり先生 勁文社, 1994（平成6年）
- 自分らしく、したたかに 小学館, 1995（平成7年）
- 名言でつづる日本の五十人 ミリオン書房, 1996（平成8年）
- なにがなんでも作家になりたい! 洋々社, 2003（平成15年）
- 北上川神楽囃子 チクマ秀版社, 2003（平成15年）

## 映画
- 「子育てごっこ」
- 「分校日記 イーハトーブの赤い屋根」（「分校日記」の映画化、監督：熊谷勲、1978年（昭和53年））